# Grandfresnoy
Grandfresnoy település Franciaországban, Oise megyében. Lakosainak száma 1826 fő (2022. január 1.). Grandfresnoy Arsy, Bazicourt, Canly, Chevrières, Le Fayel, Houdancourt, Moyvillers és Sacy-le-Petit községekkel határos.

## Népesség
A település népességének változása:
| Lakosok száma | 1697 | 1742 | 1804 | 1773 | 1783 | 1792 | 1804 | 1802 | 1826 |
|               | 2013 | 2015 | 2016 | 2017 | 2018 | 2019 | 2020 | 2021 | 2022 |